# Terebella frondosa
Terebella frondosa är en ringmaskart som beskrevs av Grube 1859. Terebella frondosa ingår i släktet Terebella och familjen Terebellidae. Inga underarter finns listade i Catalogue of Life.